# Adentro Cojutepeque

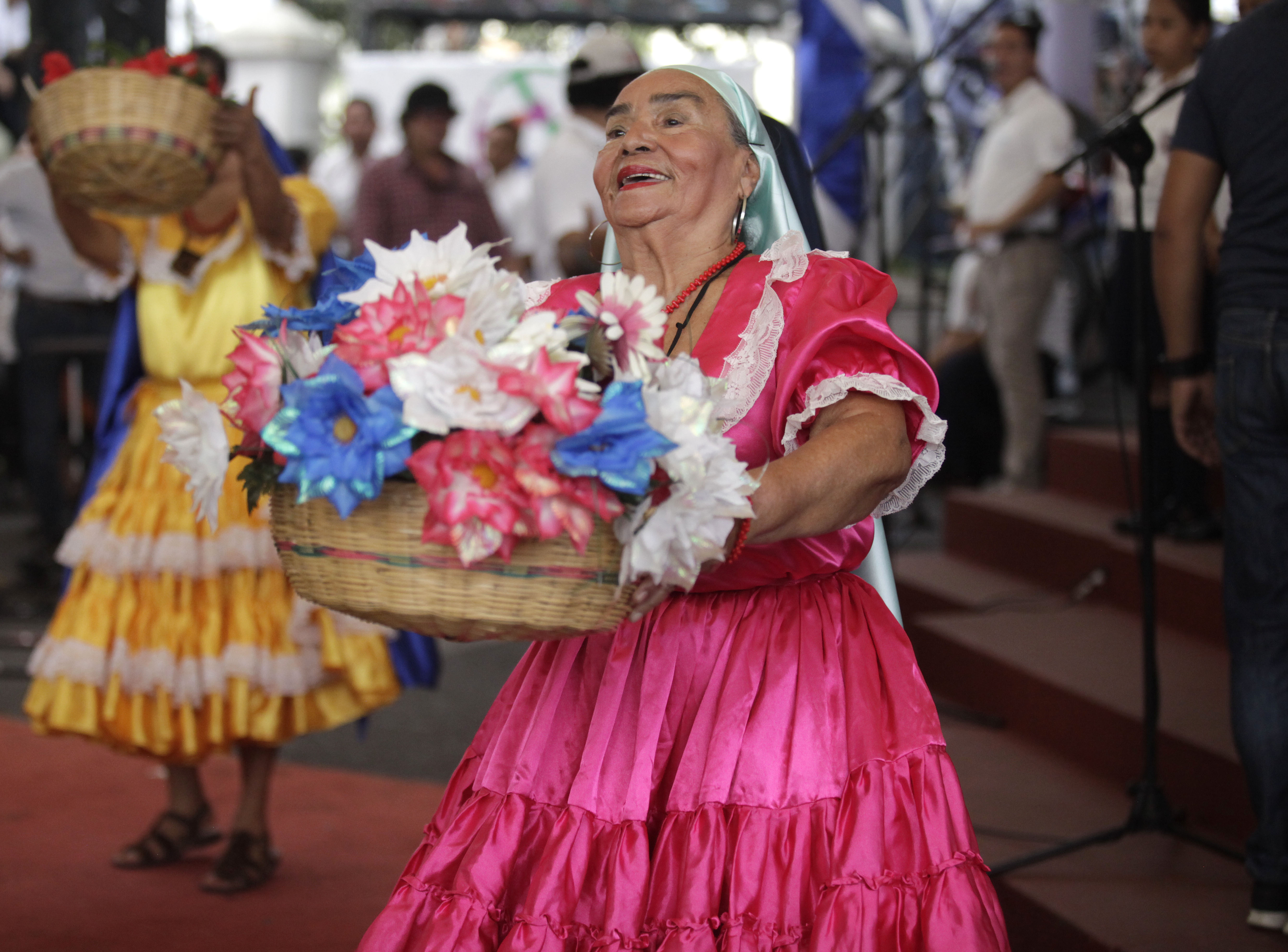
Baile típico Adentro Cojutepeque en el Festival para el Buen Vivir y Gobernando con la Gente Chalchuapa.

"Adentro Cojutepeque" es una canción escrita y compuesta en 1942 por el cantante y compositor salvadoreño Francisco Palaviccini, creador del género autóctono xuc. Fue compuesta debido a las celebración de las Fiestas de la Caña de Azúcar del municipio de Cojutepeque.
Esta canción fue dada a conocer durante las fiestas patronales de Cojutepeque, celebradas en enero de 1958. La canción fue interpretada por la Orquesta Internacional Polío, con Palaviccini como director de la misma. "Adentro Cojutepeque" se ha convertido en un referente cultural para El Salvador, ya que fue la primera canción dada a conocer del género denominado xuc. Esta versión, con la voz de Gil Medina, es ampliamente reconocida como parte de la música popular de El Salvador.
La canción fue grabada e incluida en su álbum de 1962 El Xuc.

## Origen del título
Cojutepeque había sido escogida como capital provisional entre 1854 a 1858, debido al terremoto del 16 de abril de 1854 que destruyó la ciudad de San Salvador. Esto provocó un aumento de la actividad política en ese municipio, ya que entre 1856 y 1857 la población cojutepecana partió a Nicaragua junto al ejército salvadoreño para apoyar a la campaña en contra de William Walker, en la que se denominaría Guerra Nacional Centroamericana. Durante esta campaña, los pobladores crearon el grito de guerra "Adentro Cojutepeque", del cual se deriva el título de este tema.

## Créditos
Los créditos son tomados de la información ofrecida en el álbum El Xuc.
- José Max Cañas: primer saxofón
- Julio C. Tario: segundo saxofón
- Francisco Palaviccini: tercer saxofón alto
- Alberto Ramos: cuarto saxofón
- Antonio Linares: saxofón barítono
- Efraín García: trompeta
- Luis Cáceres: trompeta
- Orlando Rivera: trompeta
- Emigdio Alfaro: trombón
- Héctor Lucero: trombón
- Raúl Portillo: piano
- Francisco Santos: bajo
- Ricardo Loza: batería
- Meme Aguilar: tumbadoras
- Gil Medina: voz